# Bartolomeo Girardoni

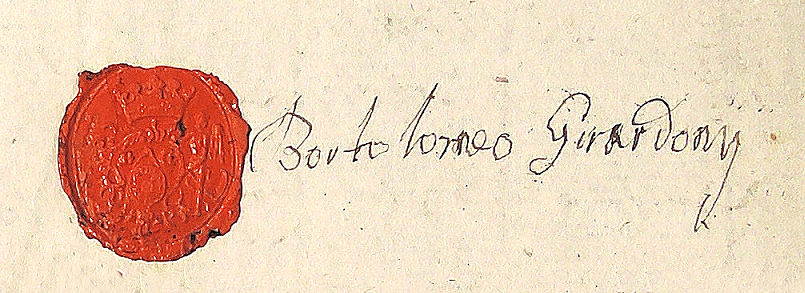
Unterschrift

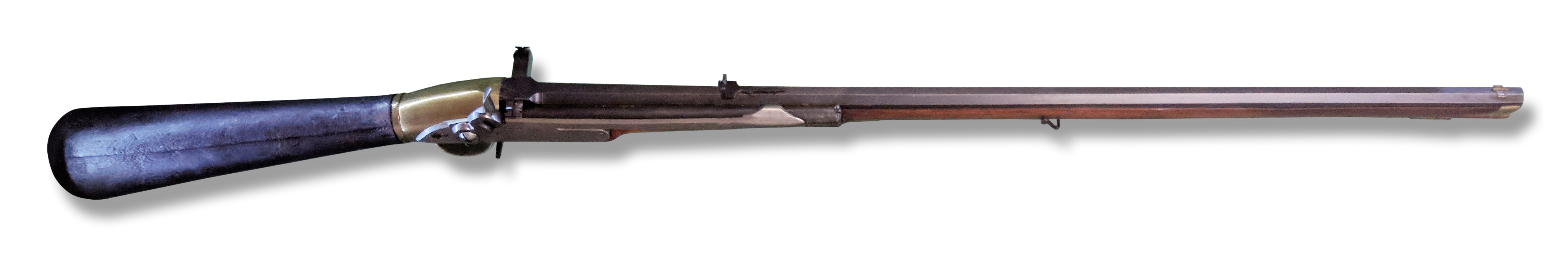
Girardoni-Windbüchse

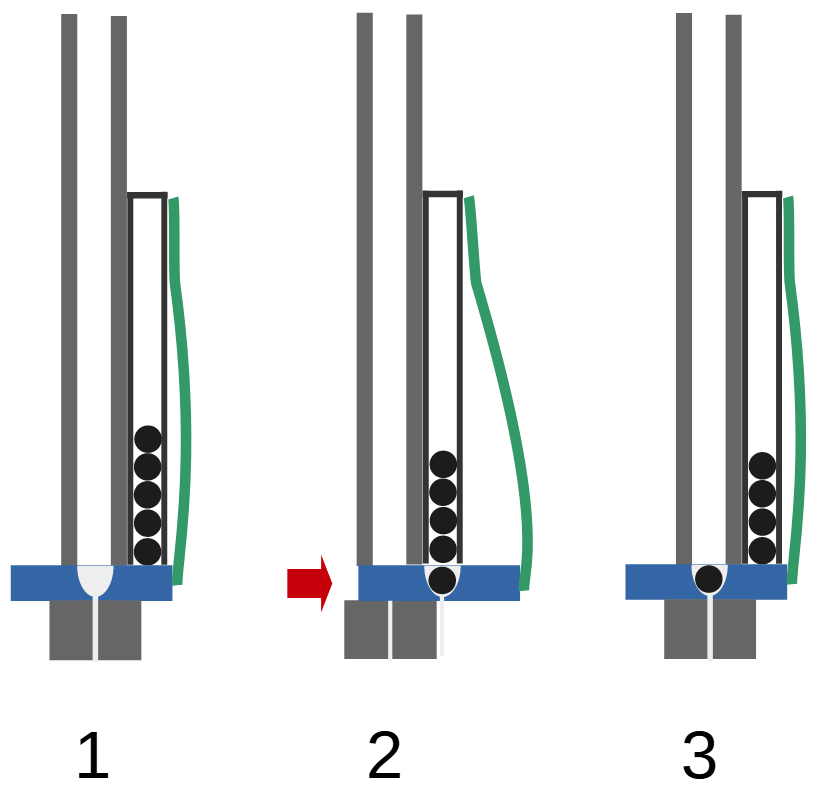
Vor Giradoni entwickeltes Ladesystem für Luftgewehre

Bartolomeo Girardoni, auch Gilardoni, Girandoni oder Girardini (* 30. Mai 1744 in Cortina d’Ampezzo; † 21. März 1799 in Penzing) war ein gelernter Uhrmacher sowie Erfinder. Girardoni ist vor allem bekannt für seine Girandoni-Windbüchse.

## Leben
Girardoni verbrachte fast sein gesamtes Leben im damals zur Grafschaft Tirol gehörenden Ampezzo. Er stellte neben Holzuhren auch Taschenuhren her. Zu seinen Kunden gehörte Fürst Karl Borromäus von Liechtenstein.
Um das Jahr 1779 entwickelte Girardoni ein System einer Repetierbüchse, welche als konventionelle Feuerwaffe mit Steinschloss oder als Windbüchse gebaut werden konnte. Der österreichische Feldmarschall Franz Moritz von Lacy wurde auf die Konstruktion aufmerksam und verfasste 1779 einen positiven Bericht. Kaiser Joseph II. unterstützte Girardoni, damit dieser Windbüchsen für das Militär herstellte. Im Dezember 1779 zog Girardoni in Begleitung seiner Familie, seines Assistenten Franz Colli sowie zweier Arbeiter nach Wien und nahm die Arbeit auf. 1785 entwickelte er zudem ein verbessertes Steinschloss.
Durch eine Gewehrexplosion hatte Girardoni seine linke Hand verloren.
Seine Arbeit als Waffenkonstrukteur brachte ihm ein kleines Vermögen ein, mit dem er sich ein Landgut in Penzing bei Wien kaufte, auf dem er 1799 verstarb.